# Doctor Prisoner
Doctor Prisoner (닥터 프리즈너?, Dakteo peurijeuneoLR) è una serie televisiva sudcoreana trasmessa su KBS2 dal 20 marzo al 15 maggio 2019.

## Trama
Un medico esperto è costretto a smettere di lavorare in ospedale dopo essere stato accusato di negligenza medica. Comincia a lavorare in una prigione con l'obiettivo di acquisire abbastanza connessioni per vendicarsi.

## Personaggi
- Na Yi-je, interpretato da Namkoong Min[2][3]

Un talentuso medico che si prende sempre cura dei suoi pazienti, ma deve lasciare l'ospedale a seguito di uno strano incidente.
- Han So-geum, interpretata da Kwon Nara[4][5]

Una psichiatra che lavora all'ospedale Taegang e si offre volontaria in prigione.
- Seon Min-sik, interpretato da Kim Byung-chul[6][7]

Direttore dell'infermeria della prigione.
- Lee Jae-joon, interpretato da Choi Won-young[8]

Erede del Taegang Group.

### Personaggi secondari

#### Taegang Group
- Mo Yi-ra, interpretata da Jin Hee-kyung[9]

Un'ex attrice che diventa la seconda moglie di Lee Duk-sung.
- Lee Jae-jin, interpretata da Lee Da-in[9]

Figlia più giovane della famiglia Taegang dotata di bellezza e acume. Per proteggere la sua famiglia, intraprende gli studi in giurisprudenza per diventare avvocato.
- Lee Jae-hwan, interpretato da Park Eun-suk[9]

Secondo figlio maschio della famiglia Taegang. Un piantagrane, la sua insicurezza data dalla possibilità di perdere la sua eredità a favore del fratello maggiore lo rende un ragazzo viziato.

#### Personale della prigione di Seul
- Bok Hye-soo, interpretata da Lee Min-young

Una farmacista della prigione. Na Yi-je ha salvato suo fratello quando quest'ultimo era un detenuto.
- Go Young-cheol, interpretato da Lee Jun-hyeok

- Kim Sang-chun, interpretato da Kang Shin-il

Un detenuto condannato all'ergastolo.
- Tae Choon-ho, interpretato da Jang Joon-nyoung

Amico fraterno di Kim Sang-Chun
- Hyun Jae-min, interpretato da Lee Yong-joon
- Supervisore Ham Gil-sun, interpretato da Lee Hyun-kyun
- Supervisore Oh Cheol-min, interpretato da Park Soo-young
- Shin Hyun-sang, interpretato da Kang Hong-suk

#### Altri personaggi
- Procuratore Jung Wi-sik, interpretato da Jang Hyun-sung
- Jung Se-jin, interpretato da Bae Yoon-kyung
- Oh Jung-hee, interpretata da Kim Jung-nan
- Primario dell'ospedale Taegang, interpretato da Choi Duk-moon
- Choi Dong-hoon, interpretato da Chae Dong-hyun

### Cameo
- Madre di Ha-eun, interpretata da Park Ji-yeon (ep. 1-2)
- Kim Seok-woo, interpretato da Lee Joo-seung (ep. 3, 9-12)
- Oh Min-Jeong, interpretata da Kim Ji-eun (ep. 10, 12)
- Kim Hye-jin, interpretata da Park Se-hyun
- Hong Nam-pyo, interpretato da Bae Seung-ik

## Produzione
La prima lettura della sceneggiatura si è svolta a gennaio 2019 presso gli uffici della rete televisiva KBS a Yeouido.

## Colonna sonora

### Parte 1
1. Woo Hye-mi, Innovator – Fearless – 3:29 (testo: Innovator – musica: SlyBerry, Hickee)
2. Fearless (Inst.) – 3:29 (musica: SlyBerry, Hickee)

Durata totale: 6:58

### Parte 2
1. Hoody – Eyes – 3:26 (Nuvocity1 (Hong Joo-hee), Nuvocity2 (Kim Young-bin))
2. Eyes (Inst.) – 3:26 (musica: Nuvocity1 (Hong Joo-hee), Nuvocity2 (Kim Young-bin))

Durata totale: 6:52

### Parte 3
1. Fil – Pass Away – 3:16 (testo: My Neighbour Bachelor – musica: Microwave)
2. Pass Away (Inst.) – 3:16 (musica: Microwave)

Durata totale: 6:32

### Parte 4
1. Lee Soo (MC The Max) – Melting The Sun (태양에 녹여) – 4:01 (testo: Park Se-joon, Han Joon – musica: Choi Han-sol, Han Kyung-soo)
2. Melting The Sun (Inst.) – 4:01 (musica: Choi Han-sol, Han Kyung-soo)

Durata totale: 8:02